# Kanton Saint-Bonnet-en-Champsaur
Kanton Saint-Bonnet-en-Champsaur (fr. Canton de Saint-Bonnet-en-Champsaur) je francouzský kanton v departementu Hautes-Alpes v regionu Provence-Alpes-Côte d'Azur. Tvoří ho 18 obcí.

## Obce kantonu
- Ancelle
- Bénévent-et-Charbillac
- Buissard
- Chabottes
- Les Costes
- La Fare-en-Champsaur
- Forest-Saint-Julien
- Les Infournas
- Laye
- La Motte-en-Champsaur
- Le Noyer
- Poligny
- Saint-Bonnet-en-Champsaur
- Saint-Eusèbe-en-Champsaur
- Saint-Julien-en-Champsaur
- Saint-Laurent-du-Cros
- Saint-Léger-les-Mélèzes
- Saint-Michel-de-Chaillol